# Müllverbrennungsanlage Bullerdeich

Müllverbrennungsanlage Bullerdeich, um 1896

Die Müllverbrennungsanlage Bullerdeich in Hamburg-Hammerbrook war die erste Müllverbrennungsanlage in Deutschland. Sie wurde ab 1892 als Folge der Choleraepidemie errichtet, um zu einer hygienischeren Abfallbeseitigung zu führen. 1894 begann der Versuchsbetrieb. Die Anlage wurde nach dem Vorbild der britischen Horsfall-Öfen errichtet, bei welchen die Verbrennung mit vorgewärmter Luft erfolgte, um eine bessere Verbrennung mit weniger Ruß zu erreichen.
Am 1. Januar 1896 begann der Regelbetrieb der Anlage, deren Bau eine halbe Million Reichsmark kostete. Sie verfügte über einen 48,61 m hohen Schornstein und 36 Öfen, in welche Arbeiter den zu verfeuernden Müll von Hand stopften, während in der unteren Ebene die Schlacke von anderen Arbeitern entfernt wurde. Die Schlacke wurde als Füllmaterial in Decken- und Wandzwischenräumen genutzt. Zuvor wurden noch mit Hilfe eines Magneten ferromagnetische Gegenstände aus der Asche gezogen.
Der Betrieb der Anlage erfolgte zuerst im Zweischicht-, bald aber wegen des großen Bedarfs im Dreischichtbetrieb.
Da keine Abgasreinigung und auch keine Staubfilter existierten, führte der Betrieb im Umfeld zu einer starken Verschmutzung mit Flugasche. Trotzdem wurden in den Jahren 1910 und 1913 weitere Müllverbrennungsanlagen im Umland von Hamburg in Betrieb genommen, 1910 am Alten Teichweg in Barmbek und 1913 in der Ruhrstraße in Altona, das jedoch damals noch nicht zu Hamburg gehörte.
Die Anlage am Bullerdeich wurde 1924 stillgelegt.